# Gornja Otulja
Gornja Otulja (cyr. Горња Отуља) – wieś w Serbii, w okręgu pczyńskim, w mieście Vranje. W 2011 roku liczyła 5 mieszkańców.